# ニューズ出版
株式会社ニューズ出版（ニューズしゅっぱん）は、かつて日本に存在した出版社。

## 概要
1980年（昭和55年）に株式会社武集書房として設立。1992年（平成4年）に株式会社ニューズ出版へ改称。車とオートバイをメインに、モータースポーツ、ファッション、旅行などに関する雑誌や書籍またはムックの編集・発行を行なっていた。
2001年には、『オートスポーツ』や『AS+F』（2004年に休刊）などのモータースポーツ雑誌を発行していた三栄書房（現・三栄）と共同で株式会社イデアを設立。これまでニューズ出版が発行していた『F1速報』や『Racing On』といったモータースポーツ雑誌の編集業務を同社に移管した（発売元はニューズ出版）。
2008年7月1日、三栄書房との合併会社を2009年1月に発足すると発表された。合併後の社名は「三栄書房」。2008年10月上旬には新宿区本塩町の新社屋に移転し、新体制移行への準備を進めた。代表取締役社長には三栄書房の三代目社長である西ヶ谷周二が就任。合併後のニューズ出版の市場在庫は三栄書房がすべて引き継ぐこととなった。

## 雑誌

### クルマ・バイク・モータースポーツ
- STYLE WAGON（スタイルワゴン）
- STYLE WAGON Club（スタイルワゴンクラブ）
- STYLE RV（スタイルRV）
- HYPER REV（ハイパーレブ）
- HYPER REV import（ハイパーレブインポート）
- HYPER BIKE（ハイパーバイク）
- REV SPEED（レブスピード）
- 新車購入ガイド
- Club LEGACY（クラブレガシィ）
- VTEC SPORTS（VTECスポーツ）
- impreza MAGAZINE（インプレッサマガジン）
- RX-7 Magazine（RX-7マガジン）
- LANCER EVO Magazine（ランサーエボリューションマガジン）
- ROAD & Ster（ロード&スター）
- Z MAGAZINE（Zマガジン）
- RIDING SPORT（ライディングスポーツ）
- TranScooter（トランスクーター）
- STREET BIKER'S（ストリートバイカーズ）
- F1速報
- Racing on（レーシングオン）
- WRC PLUS

### その他
- FUDGE
- men's FUDGE
- J'sサッカー
- 旅美人スペシャル
- 韓国トップスター
- Apista
- IPPO（いっぽ）
- フットサルマガジンピヴォ!
- 旅写真
- デジタル写真生活
- GB PRESS[2]